# Stara Obra
Stara Obra is een dorp in de Poolse woiwodschap Groot-Polen. De plaats maakt deel uit van de gemeente Koźmin Wielkopolski.